# White Cloud, Michigan
White Cloud är administrativ huvudort i Newaygo County i den amerikanska delstaten Michigan. Enligt 2010 års folkräkning hade White Cloud 1 408 invånare.